# Банер Елк (Северна Каролина)
Банер Елк (енгл. Banner Elk) град је у америчкој савезној држави Северна Каролина.

## Демографија
По попису из 2010. године број становника је 1.028, што је 217 (26,8%) становника више него 2000. године.
| Група             | 2000.       | 2010.       |
| Белци             | 723 (89,1%) | 881 (85,7%) |
| Афроамериканци    | 32 (3,9%)   | 56 (5,4%)   |
| Азијати           | 10 (1,2%)   | 15 (1,5%)   |
| Хиспаноамериканци | 15 (1,8%)   | 58 (5,6%)   |
| Укупно            | 811         | 1.028       |